# Thorogobius macrolepis
Thorogobius macrolepis é uma espécie de peixe da família Gobiidae e da ordem Perciformes.

## Morfologia
- Os machos podem atingir 6,5 cm de comprimento total.[6][7]

## Habitat
É um peixe marítimo, de clima subtropical e demersal.

## Distribuição geográfica
É encontrado na bacia ocidental do Mar Mediterrâneo.

## Observações
É inofensivo para os humanos.